# スイス国鉄E3/3形蒸気機関車 (電気式)
スイス国鉄E3/3形蒸気機関車（スイスこくてつE3/3がたじょうききかんしゃ）の8521 - 8522号機は、スイス連邦鉄道（スイス国鉄）が既存のE3/3形を元に1942年に蒸気・電気動力両用に改造された蒸気機関車である。石炭の燃焼による火力の他に電力を使って蒸気を発生させるように改造された。この改造は、第二次世界大戦時にスイスで石炭が不足したことに伴う価格高騰へ対応するために行われた。

## 歴史
第二次世界大戦下の1942〜1943年の間に入換用蒸気機関車 E3/3形 8521・8522号機の2両を電気ボイラー式に改造した。予備動力として従来の石炭ボイラーも残された。スイスは石炭をドイツからの輸入に頼っていたため、戦争により石炭が不足し価格も高騰していた。一方でスイスには山岳地帯を活用した水力発電による豊富な電力資源があり、蒸気機関車を電気で稼働できるように改造する方が経済的であった。この改造は、設計はAGブラウン、電気機器の供給はブラウン・ボベリにより行われ、1942年から1943年にスイス連邦鉄道イヴェルドン作業場にて調整が行われた。

## 技術
石炭を燃焼する代わりに、架線から15,000V/16.7Hzの交流電源を受電して2台の変圧器で20Vに降圧し、電気ヒーターに通電して熱を得た。電気ボイラーの出力は、電流12kAで480kW (2×240 kW) であった。電気ボイラーは従来のボイラー内に直接取り付け、運転室前の両側に取り付けた変圧器に接続された。
変圧器から垂直に設置された支柱を通って運転室天井にあるパンタグラフに接続されていた。電動ポンプで水を循環させ、毎秒5リットルの流量で12気圧の蒸気を1時間当たり300キログラム発生させた。蒸気の量はイジェクタで制御された。ポンプ、照明などの電源は、蓄電池から供給された。蓄電池は、変圧器の1台から整流子を通して充電していた。電気機器の設置で機関車の重量は7トン増加し、総重量は42トンになった。一方、運転前の予熱はわずか1時間で済むようになった。

## 運用
1台あたりの改造コストは100,000スイス・フランだった。この改造により、1日あたり平均700-1,200kg、年間約300トンの石炭を節約できた。 8521と8522は、それぞれ1963年、1964年にスイス連邦鉄道の運用から外れた。
その後、8522は1964年からズールゼー-トリーンゲン鉄道にて運用されていたが、1972年に運用を終了し、後にベルン (DBB) の蒸気機関車クラブに引き取られ、元の状態に復元された。1987年にズールゼー-トリーンゲン鉄道に復帰した。 2008年、ボイラーを同形機関車の8483で使用されていたものに取り替えられた。